# Boophis pauliani
A Boophis pauliani a kétéltűek (Amphibia) osztályába, a békák (Anura) rendjébe és az aranybékafélék (Mantellidae) családjába tartozó faj. Nevét Renaud Paulian francia természettudós tiszteletére kapta.

## Előfordulása
A faj Madagaszkár endemikus faja. A sziget keleti részén honos a tengerszinttől 1100 m-es magasságig.

## Megjelenése
Kis méretű békafaj. A hímek és a nőstények mérete 20–23 mm. A hímek háta zöldes, szürkés vagy sárgás; a nőstényeké világosbarna, időnként két hosszan húzódó sárga sávval. Oldala időnként fekete, fehér rajzolattal. Hasa egységesen fehéres színű. A hímek háti bőre szemcsés, a szemcsék színe világosabb; a nőstények esetében sima vagy szemcsés. A hímeknek hüvelykvánkosa és egyetlen, alig kivehető hanghólyagja van.